# رشته‌کوه نیکلاس
رشته‌کوه نیکلاس (انگلیسی: Nicholas Range) که در زبان محلی به نام کوه‌های واخان هم گفته می‌شود، رشته کوهی از کوه‌های پامیر در مرز افغانستان و تاجیکستان است که از واخان در افغانستان می‌گذرد. این رشته‌کوه پامیر کوچک و پامیر بزرگ را در واخان جدا می‌کند. این منطقه دارای جمعیت کم مردمان وخی و قرقیزها است.
این رشته‌کوه دارای قله‌هایی است که ارتفاع آنها از ۵۵۰۰ تا ۵۸۰۰ متر (۱۸۰۰۰ تا ۱۹۰۰۰ فوت) است. طول این رشته‌کوه حدود ۱۶۰ کیلومتر (۱۰۰ مایل) می‌باشد. مرز افغانستان و تاجیکستان روی قله نیمه شرقی این رشته را امتداد می‌یابد.
این رشته‌کوه در جریان کمیسیون مشترک مرزی پامیر روسیه و بریتانیا در سال ۱۸۹۵ که مرز بین قلمرو روسیه و افغانستان را مشخص می‌کرد، عنوان رشته‌کوه نیکلاس را به خود اختصاص داد. در ازای توافق بریتانیا برای استفاده از واژه رشته‌کوه نیکلاس، به افتخار امپراتور نیکلاس دوم روسیه، در نقشه‌های رسمی، روس‌ها متقابلا موافقت کردند که دریاچه زارکول را به افتخار ملکه ویکتوریا بریتانیا به عنوان دریاچه ویکتوریا معرفی کنند.